# Emsgau

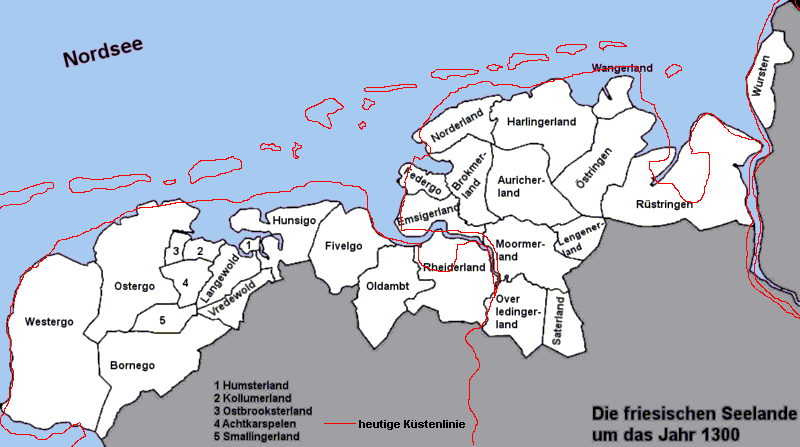
Die Friesischen Seelande um 1300

Der Emsgau oder auch Emsgo ist eine historische Landschaft, gelegen im Süden und Westen Ostfrieslands. Der alte friesische Emsgau ist zu unterscheiden vom sächsischen Emsgau, der in etwa das heutige Emsland umfasste und eine eigenständige Entwicklung genommen hat. In der ersten Hälfte des 12. Jahrhunderts erwarb Graf Hermann I. von Calvelage-Ravensberg als Lehnsträger unter Lothar von Süpplingenburg (Herzog von Sachsen) die Grafenrechte im friesischen Emsgau. Diese Grafenrechte wurden 1253/54 an die Bischöfe von Münster abgegeben. Während etwa der friesische Emsgau zum Bistum Münster zählte, wurde der sächsische dem Bistum Osnabrück zugeordnet.
Der Emsgau war in das Rheider-, Moormer-, Overledinger-, das Lengener- und das Emsigerland unterteilt. Dazu kam noch das Saterland als Exklave. Anders als im restlichen Ostfriesland etablierte sich hier bis zur Herrschaftsbildung der tom Brok kein Häuptlingssystem, die Länder des Emsgo blieben autonom. Diese Periode endete mit dem Einzug der Hamburger, die im Zuge der Auseinandersetzungen um die Duldung der Vitalienbrüder mehrfach in Ostfriesland einmarschierten und im Emsgau um 1345 die Burg Stickhausen errichteten, um ihre nach Westen führenden Handelswege zu schützen. Als ein weiterer Grund dafür, dass es im Emsgau nicht zur Herrschaftsbildung kam, werden die mangelnden wirtschaftlichen Voraussetzungen gesehen. Am Flusslauf der Ems war Landwirtschaft nur begrenzt möglich und das Lengenerland war reine Geest.
Den wirtschaftlichen Schwerpunkt der Region bildete das Emsigerland rund um die heutige Stadt Emden. Es erscheint erstmals im frühen 13. Jahrhundert in den Quellen und erstreckte sich vom Unterlauf des Flusses Flumm bis zur ehemaligen Sielmönker Bucht. Das Emsigerland war im alten Emsgau so dominierend, dass es dessen Namen führte: Emesgonia, universitas oder terra Emesgonie bzw. Emesgonum. Mit Herausbildung der Herrschaft der tom Brok löste sich der alte Emsgau auf. Das Saterland, das sich 1400 zu den ostfriesischen Landesgemeinden zählte, blieb vom Zugriff der ostfriesischen Häuptlinge verschont, kam dann aber unter die Herrschaft des Bischofs von Münster und hat seither eine eigenständige Entwicklung genommen. Das vorher eher in Richtung der Groninger Ommelande orientierte linksemsische Rheiderland kam im Zuge des weit in das Land hineinreichenden Dollarteinbruchs, der die Ems als natürliche Grenze ablöste, 1413 mit dem Rest des Emsgaus unter die Herrschaft der tom Brok, deren Erbe dann die Cirksena antraten.